# Kamilukuak Lake
Der Kamilukuak Lake ist ein See im Norden Kanadas, überwiegend im Territorium Nunavut, in geringem Maße in den Nordwest-Territorien. 

## Lage
Der Kamilukuak Lake befindet sich 50 km südlich des Dubawnt Lake. Die Wasserfläche beträgt 631 km², mit Inseln sind es 638 km². Der See wird vom Fluss Kamilukuak River durchflossen und zum Dubawnt Lake hin entwässert.